# Райън Шоукрос
Райън Джеймс Шоукрос (на английски: Ryan James Shawcross) е бивш английски професионален футболист, централен защитник. Висок е 196 см.
Шоукрос преминава в Стоук през 2007 г. под наем от Манчестър Юнайтед. Трансферът става постоянен през януари 2008 г.